# The Thirst for Gold (film 1913)
The Thirst for Gold è un cortometraggio muto del 1913 diretto da O.A.C. Lund.

## Produzione
Prodotto dalla Eclair American.

## Distribuzione
Il film - un cortometraggio in due bobine - uscì nelle sale cinematografiche USA il 13 agosto 1913, distribuito dall'Universal Film Manufacturing Company.